# Urocyciella parvula
Urocyciella parvula es una especie de arácnido del orden Mesostigmata de la familia Uropodidae.

## Distribución geográfica
Se encuentra en Java (Indonesia).